# Rosay (Yvelines)
Rosay település Franciaországban, Yvelines megyében. Lakosainak száma 386 fő (2022. január 1.). Rosay Arnouville-lès-Mantes, Boinvilliers, Septeuil és Villette községekkel határos.

## Népesség
A település népessége az elmúlt években az alábbi módon változott:
| Lakosok száma | 372  | 360  | 363  | 368  | 371  | 374  | 377  | 377  | 386  |
|               | 2013 | 2015 | 2016 | 2017 | 2018 | 2019 | 2020 | 2021 | 2022 |